# Microsoft Office
Microsoft Office, cunoscut și ca MS Office sau pur și simplu Office, este o suită de aplicații office dezvoltate de Microsoft. Prima versiune a suitei Office, anunțată de Bill Gates la 1 august 1988, în cadrul COMDEX a inclus Microsoft Word, Microsoft Excel și Microsoft PowerPoint. În timp, aplicațiile din Office au devenit tot mai integrate, împărțind funcționalități precum verificarea ortografică, integrarea datelor prin Object Linking and Embedding (OLE) și limbajul de scripting Visual Basic for Applications (VBA). Microsoft promovează, de asemenea, Office ca platformă de dezvoltare pentru aplicații de afaceri, sub marca Office Business Applications.
Suita include în prezent:
- un procesor de text (Word)
- un program pentru foi de calcul (Excel)
- o aplicație pentru prezentări (PowerPoint)
- un program de notițe (OneNote),
- un client de e-mail (Outlook),
- un client pentru stocare de fișiere în cloud (OneDrive)

Office este disponibil în mai multe versiuni, adaptate diferitelor categorii de utilizatori și medii informatice. Versiunea originală și cea mai răspândită este cea desktop, disponibilă pentru calculatoarele cu Windows și macOS, distribuită fie prin vânzare cu amănuntul, fie prin licențiere de volum. Microsoft oferă și aplicații mobile pentru Android și iOS, precum și Office pe web, o versiune care rulează direct într-un browser web și este oferită gratuit (cu cont).
Începând cu Office 2013, Microsoft a promovat Office 365 ca principal mod de a obține Office: acesta permite utilizarea software-ului și a altor servicii pe bază de abonament, iar utilizatorii beneficiază de actualizări de funcționalitate pe întreaga durată a abonamentului, inclusiv noi caracteristici și integrare cu servicii cloud, care nu sunt neapărat disponibile în versiunile tradiționale vândute cu licență permanentă. În 2017, veniturile generate de Office 365 au depășit vânzările din licențele clasice.
Microsoft a redenumit ulterior majoritatea edițiilor Office 365 standard ca Microsoft 365, pentru a reflecta includerea unor funcționalități și servicii dincolo de suita Office propriu-zisă. Deși compania anunțase că va renunța complet la brandul Microsoft Office în favoarea Microsoft 365 până în 2023 (menținând numele „Office” doar pentru produse de tip legacy) , mai târziu în acel an a revenit asupra deciziei și a anunțat Office 2024, care a fost lansat în septembrie 2024.

## Componente

### Suport de bază în Microsoft Office
- Microsoft Word (procesor de text)
- Microsoft Excel (foi de calcul)
- Microsoft PowerPoint (program pentru prezentări grafice)
- Microsoft OneNote (program pentru notițe)
- Microsoft Outlook (client de e-mail)
- Microsoft OneDrive (client pentru stocare de fișiere în cloud)
- Microsoft Teams (client pentru comunicare și colaborare în echipă)

### Aplicații numai pentru Windows
- Microsoft Access (gestionarea bazelor de date relaționale)
- Microsoft Project (planificare și monitorizare de proiecte)
- Microsoft Visio (creare de diagrame și fluxuri logice)

### Aplicații numai pentru mobil
- Office Lens (scanner de documente pentru mobil)
- Office Mobile (suită unificată Word, Excel și PowerPoint pentru Android/iOS)
- Office Remote (control de la distanță al aplicațiilor Office de pe PC)

### Aplicații pentru servere
- Microsoft SharePoint (platformă colaborativă pentru documente și site-uri)
  - Microsoft Project Server, Search Server, InfoPath Forms Services, Excel Services (extensii server pentru aplicații)
- Skype for Business Server (server pentru mesagerie și conferințe)
- Microsoft Exchange Server (server pentru e-mail și calendare)

### Servicii web
- Microsoft Sway (aplicație online de prezentări)
- Delve (căutare a conținutului din Office 365)
- Microsoft Forms (creare de chestionare și sondaje online)
- Microsoft To Do (gestionare a listelor de sarcini)
- Outlook pe web (client web complet pentru e-mail)
- Outlook.com (serviciu gratuit de e-mail web)
- Microsoft Planner (planificare vizuală de proiecte în echipă)
- Microsoft Stream (partajare video pentru organizații)
- Microsoft Bookings (programare automată a întâlnirilor)

## Model de preț și ediții
Aplicațiile și suitele Microsoft Office sunt vândute prin canale de retail și prin licențiere de volum pentru organizații mari (inclusiv prin „Home Use Program”, care permite angajaților din organizațiile participante să achiziționeze licențe la preț redus pentru utilizarea pe dispozitivele personale, ca parte a acordului de volum al angajatorului).
În 2010, Microsoft a lansat platforma Office 365, un serviciu de tip software ca serviciu (SaaS), oferind versiuni în cloud ale aplicațiilor server Office, precum Exchange și SharePoint, pe bază de abonament (în special în concurență cu Google Apps). Odată cu lansarea Office 2013, Microsoft a început să ofere și planuri Office 365 pentru consumatori, care permit accesul la aplicațiile Office pe mai multe dispozitive, actualizări gratuite ale funcționalităților pe durata abonamentului și alte servicii precum spațiu de stocare în OneDrive.
De atunci, Microsoft promovează Office 365 (acum Microsoft 365) ca metodă principală de achiziție a suitei Office. Deși versiunile „on-premises” (cu licență perpetuă) continuă să fie lansate aproximativ la fiecare trei ani, Microsoft subliniază că acestea nu beneficiază de funcții noi sau de acces la servicii cloud noi, spre deosebire de Microsoft 365, și nici de alte avantaje pentru utilizatorii casnici și companiile comerciale. Veniturile din Office 365 au depășit vânzările de licențe tradiționale începând cu anul 2017.

### Ediții
Microsoft Office este disponibil în mai multe ediții, fiecare grupând un set de aplicații și servicii, adaptate diverselor categorii de utilizatori. În prezent, Microsoft comercializează Office în principal sub forma abonamentelor Microsoft 365.
Microsoft 365 este denumirea actuală pentru majoritatea abonamentelor, care includ aplicațiile Office (Word, Excel, PowerPoint) , spațiu de stocare în OneDrive, colaborare prin Teams și, în cazul unor planuri pentru companii, și licență pentru Windows 11 sau soluții avansate de securitate. Office 365 este denumirea păstrată pentru anumite planuri dedicate companiilor, instituțiilor educaționale și sectorului public. Acestea oferă aplicațiile Office și servicii cloud precum Exchange, SharePoint sau Teams, dar fără a include Windows. Pe lângă abonamente, Microsoft oferă și licențe perpetue cu achiziție unică, sub denumirile Home & Student și Home & Business, însă acestea nu beneficiază de actualizările majore.
Edițiile sunt:
- Microsoft 365 Personal
- Microsoft 365 Family
- Microsoft 365 Business Basic
- Microsoft 365 Business Standard
- Microsoft 365 Business Premium
- Microsoft 365 Apps for business
- Microsoft 365 Apps for enterprise
- Office 365 E1, E3, E5 (pentru companii)
- Office 365 A1, A3, A5 (pentru educație)
- Office 365 G1, G3, G5 (pentru sectorul guvernamental)
- Microsoft 365 F1, F3 / Office 365 F3 (pentru lucrători din prima linie)

## Formatul fișierelor folosite
Versiunile de MS Office până la MS Office 2003 inclusiv folosesc nativ formate de fișier binare, proprietare, cu extensiile ".doc" (pentru Microsoft Word), ".xls" (Microsoft Excel), ".ppt" (Microsoft PowerPoint), etc. Începând cu MS Office 2007 s-a trecut la un format bazat pe XML, incompatibil înapoi (cu versiunile mai vechi), numit Office OpenXML (OOXML).
Microsoft a înaintat la organizația ISO o propunere de standardizare a formatului Office OpenXML (OOXML) - propunere care încă nu a fost adoptată, deoarece a primit critici serioase d.p.d.v. tehnic.
Principalul competitor de piață al formatelor de fișier Microsoft este formatul "OpenDocument Format" (ODF), care a fost adoptat ca standard oficial ISO în anul 2006 (standardul ISO/IEC 26300:2006). Formatul OpenDocument este folosit de o categorie largă de programe, cum ar fi suita liberă OpenOffice.org, Sun StarOffice, IBM Lotus Notes Arhivat în 29 octombrie 2007, la Wayback Machine. sau KOffice.
Totuși, utilizatorii de MS Office pot utiliza și fișierele de format OpenDocument, cu condiția să instaleze plugin-ul gratuit ODF, creat de firma Sun Microsystems.

## MS Office, localizat în limba română
Încă de la primele versiuni ale sale Microsoft Office a fost localizat (adaptat și tradus) în limba română. Prima versiune localizată a fost Office '97, care a beneficiat de utilitarele de corectare și de ajutor în română, deși meniurile și casetele de dialog nu fuseseră încă traduse. Versiunile de la Office 2000 încoace au fost complet localizate în limba română.
În cadrul pachetului Microsoft Office, Microsoft Office 2007 Acasă și pentru Scoală este suita de bază de programe software pentru utilizatorii casnici de computere, care permite crearea în mod simplu și rapid a documentelor, foilor de calcul și prezentărilor. Microsoft Office 2007 Acasă și pentru școală ajută la organizarea notițelor și informațiilor într-un singur loc, făcând mai simplă și mai agreabilă terminarea anumitor activității. 
Prima versiune similară a apărut odată cu lansarea pachetului Microsoft Office 2003 și se numea Microsoft Office pentru Elevi și Profesori, Ediția 2003. Pachetul conținea aplicații Office de bază, metode integrate de învățare, esențiale pentru succesul școlar al elevilor. 
Versiunea din 2007 cuprinde interfața utilizator Microsoft Office Fluent, care expune comenzi asemănătoare, elemente grafice îmbunătățite și capacități de formatare care permit crearea de documente de calitate, plus un instrument puternic de organizare a notelor și a informațiilor, mai multă fiabilitate și securitate cu instrumentul Inspector Document și o recuperare automată îmbunătățită a documentelor. Produsul are meniu și comenzi în limba română și conține un kit de instalare și dreptul de a instala 3 licențe. Licențele sunt perpetue.
Cu aceste îmbunătățiri, Microsoft Office 2007 Acasă și pentru Școală face lucrul de acasă mai simplu.

## Aplicații și funcții întrerupte
- Binder - aplicație ce permitea gruparea mai multor documente într-un singur fișier, întreruptă după Office XP
- Bookshelf - colecție de referințe promovată pe CD-ROM în 1987
- Data Analyzer - aplicație de analiză și vizualizare grafică a datelor.
- Docs.com - serviciu public de partajare a documentelor (Word, Excel, PowerPoint, Sway, PDF).
- Entourage - echivalent Outlook pentru macOS; înlocuit de Outlook.
- FrontPage - editor HTML WYSIWYG și instrument de administrare web; întrerupt în 2006, înlocuit cu SharePoint Designer și Expression Web
- InfoPath - aplicație pentru proiectarea formularelor XML; ultima versiune în Office 2013.
- InterConnect - bază de date pentru relații de afaceri, disponibilă doar în Japonia
- Internet Explorer - browser inclus în Office până la Office XP; înlocuit cu Microsoft Edge.
- Mail - client de e-mail în versiunile mai vechi; înlocuit de Schedule Plus și apoi Outlook.
- Accounting - aplicație de contabilitate pentru firme mici.
- Office Assistant („Clippy”) - asistent animat introdus în Office 97 (Windows) și Office 98 (Mac); eliminat după Office 2003/2004
- Document Image Writer - Imprimantă” virtuală pentru fișiere imagine (TIFF/MDI); întrerupt în Office 2010.
- Document Imaging - aplicație pentru editarea documentelor scanate; întreruptă în Office 2010.
- Document Scanning - aplicație pentru scanare și OCR; întreruptă în Office 2010.
- Picture Manager - aplicație simplă pentru gestionarea imaginilor; înlocuiește Photo Editor.
- PhotoDraw - editor grafic lansat în Office 2000 Premium; întrerupt în 2001.
- Photo Editor - Editor de imagini, până la Office XP.
- Schedule Plus - aplicație de planificare inclusă în Office 95; funcționalitățile integrate ulterior în Outlook.
- SharePoint Designer - Editor HTML WYSIWYG specializat pentru SharePoint; proiect abandonat.
- SharePoint Workspace (Groove) - software P2P de colaborare offline sau în rețele izolate.
- Skype for Business - client de comunicații integrat; necesita infrastructură de rețea.
- Streets & Trips / AutoRoute - software de cartografiere și planificare rutieră.
- Unbind - program pentru extragerea fișierelor din Binder.
- Virtual PC - Emulator de PC inclus în Office 2004 pentru Mac; întrerupt în 2006.
- Vizact - aplicație pentru crearea de documente HTML dinamice cu efecte vizuale; abandonată din cauza lipsei de popularitate.

### Aplicații pentru servere întrerupte
- Forms Server - Server pentru accesarea formularelor InfoPath prin browser.
- Groove Server - Gestiona implementările Office Groove în companii.
- Project Portfolio Server - Gestionează portofolii de proiecte și fluxuri de lucru.
- PerformancePoint Server - Monitorizare, analiză și planificare pentru afaceri.

### Servicii web întrerupte
- Office Live - Platformă web pentru Office.
- Office Live Small Business - Servicii de găzduire web și colaborare pentru IMM-uri.
- Office Live Workspace - Stocare și colaborare online; înlocuit de Office on the web.
- Office Live Meeting - Serviciu de conferințe web.